# تپه تومبولوس تاچین‌آباد
تپه تومبولوس تاچین آباد مربوط به عصر برنز II- هزاره ۱و۲ قبل از میلاد - سدهٔ ۶ تا ۸ ه.ق است و در شهرستان اشنویه، بخش مرکزی، دهستان اشنویه شمالی، روستای تاچین آباد واقع شده و این اثر در تاریخ ۲۸ شهریور ۱۳۸۶ با شمارهٔ ثبت ۱۹۶۳۷ به‌عنوان یکی از آثار ملی ایران به ثبت رسیده است.